# 棉農中央體育場
棉農中央體育場 是一座位於烏茲別克塔什干的綜合體育場。它是烏茲別克主要體育場之一，可容納35,000人。它是棉農FC的主場。

## 外部連結
- （俄語） Pakhtakor Stadium （页面存档备份，存于） at the website of Pakhtakor FC
- Stadium Database: Pakhtakor Markaziy Stadium （页面存档备份，存于）
- StadiumDB pictures （页面存档备份，存于）